# 天北ウインドファーム
天北ウインドファーム（てんぽくウインドファーム）は、北海道稚内市にある集合型風力発電所。2018年（平成30年）5月竣工。

## 概要
稚内市にある恵北・増幌地区の丘陵地に立地しており、一般家庭約19,000世帯分の電力を発電している。発電した電力は全量を北海道電力に売電している。

## 設備
風車はゼネラル・エレクトリック（GE）による長さ約50 mのブレード3枚と地上から高さ80 m支柱からなり、ブレードが支柱の真上にくる最高到達点は135 mになる。